# Radeon RX 6000
Ne pas confondre avec la série Radeon HD 6000, une série plus ancienne de GPU produite par AMD
La série Radeon RX 6000 est une série de cartes graphiques développées par AMD, basées sur l'architecture RDNA 2. Elle a été annoncée le 28 octobre 2020 et succède à la série Radeon RX 5000. Elle se compose de la carte RX 6400 d’entrée de gamme, de la RX 6500 XT de milieu de gamme, des RX 6600, RX 6600 XT, RX 6650 XT, RX 6700 et RX 6700 XT haut de gamme, des RX 6750, RX 6800 et RX 6800 XT très haut de gamme et des RX 6900 XT et RX 6950 XT pour les ordinateurs de bureau ; et des RX 6600M, RX 6700M et RX 6800M pour les ordinateurs portables,. Une sous-série pour PC portables, les Radeon RX 6000S (composée des RX 6600S, RX 6700S et RX 6800S), a été annoncée au CES 2022, ciblant les conceptions d’ordinateurs portables fins et légers.
La série est conçue pour concurrencer la série de cartes GeForce 30 de Nvidia et la série de cartes Arc Alchemist d’Intel. Il s’agit également de la première génération de GPU AMD qui prend en charge le ray tracing en temps réel accéléré par le matériel, l'ombrage à taux variable et les shaders de maillage.

## Principales caractéristiques
Caractéristiques de la série AMD Radeon RX 6000 :
- Microarchitecture RDNA 2
- Procédé de fabrication TSMC N7
- Procédé de fabrication TSMC N6 pour RX 6500 et RX 6400
- Prise en charge de DirectX 12 Ultimate
- Ajout d’un cache L3 (Infinity Cache), jusqu’à 128 Mo
- Mémoire GDDR6
- Interface PCIe de 4e génération
  - Ajout de la fonctionnalité BAR (Base Address Register) redimensionnable
- Prise en charge du ray tracing avec les cœurs RT
- Prise en charge du décodage vidéo AV1 (sauf pour les GPU Navi 24)
- DisplayPort 1.4a
- Prise en charge de HDMI 2.1

## Produits

### Cartes pour PC de bureau
| Modèle Radeon (nom de code) | Date de sortie & prix                       | Architecture & fabrication | Nb. transistors & taille de puce | Coeur                 | Coeur               | Fillrate       | Fillrate     | Puissance de calcul (GFLOPS) | Puissance de calcul (GFLOPS) | Puissance de calcul (GFLOPS) | Infinity Cache | Infinity Cache | Mémoire     | Mémoire      | Mémoire             | Mémoire              | TBP (W) | Interface bus |
| Modèle Radeon (nom de code) | Date de sortie & prix                       | Architecture & fabrication | Nb. transistors & taille de puce | Config                | Fréq. horloge (MHz) | Texture (GT/s) | Pixel (GP/s) | FP16                         | FP32                         | FP64                         | Taille (Mo)    | Débit (Go/s)   | Taille (Go) | Débit (Go/s) | Type et largeur bus | Fréq. horloge (MT/s) | TBP (W) | Interface bus |
| --------------------------- | ------------------------------------------- | -------------------------- | -------------------------------- | --------------------- | ------------------- | -------------- | ------------ | ---------------------------- | ---------------------------- | ---------------------------- | -------------- | -------------- | ----------- | ------------ | ------------------- | -------------------- | ------- | ------------- |
| RX 6400 (Navi 24),          | 19 janvier 2022 159 USD                     | RDNA 2 TSMC N6             | 5,4 × 109 107 mm2                | 768:48:32:12 12 CU    | 1923 2321           | 92.3 111.4     | 61.5 74.3    | 5907 7130                    | 2954 3565                    | 184.6 222.8                  | 16             | 208            | 4           | 128          | GDDR6 64 bits       | 16000                | 53      | PCIe 4.0 ×4   |
| RX 6500 XT (Navi 24),       | 19 janvier 2022 199 USD (4GB) 219 USD (8GB) | RDNA 2 TSMC N6             | 5,4 × 109 107 mm2                | 1024:64:32:16 16 CU   | 2310 2815           | 147.8 180.2    | 73.9 90.1    | 9462 11530                   | 4731 5765                    | 295.6 360.3                  | 16             | 232            | 4 8         | 144          | GDDR6 64 bits       | 18000                | 107 113 | PCIe 4.0 ×4   |
| RX 6600 (Navi 23),          | 13 octobre 2021 329 USD                     | RDNA 2 TSMC N7             | 11,06 × 109 237 mm2              | 1792:112:64:28 28 CU  | 1626 2491           | 182.3 279      | 104.1 159.4  | 11658 17860                  | 5828 8928                    | 364.2 558                    | 32             | 412.9          | 8           | 224          | GDDR6 128 bits      | 14000                | 132     | PCIe 4.0 ×8   |
| RX 6600 XT (Navi 23),       | 11 août 2021 379 USD                        | RDNA 2 TSMC N7             | 11,06 × 109 237 mm2              | 2048:128:64:32 32 CU  | 1968 2589           | 251.9 331.4    | 126 165.7    | 16122 21209                  | 8061 10605                   | 503.8 662.8                  | 32             | 444.9          | 8           | 256          | GDDR6 128 bits      | 16000                | 160     | PCIe 4.0 ×8   |
| RX 6650 XT (Navi 23),       | 10 mai 2022 399 USD                         | RDNA 2 TSMC N7             | 11,06 × 109 237 mm2              | 2048:128:64:32 32 CU  | 2055 2635           | 263 337.2      | 131.5 168.6  | 16835 21586                  | 8417 10793                   | 526.1 674.6                  | 32             | 468.9          | 8           | 280          | GDDR6 128 bits      | 17500                | 180     | PCIe 4.0 ×8   |
| RX 6700 (Navi 22),          | 9 juin 2021                                 | RDNA 2 TSMC N7             | 17,2 × 109 335 mm2               | 2304:144:64:36 36 CU  | 1941 2450           | 279.5 352.8    | 124.2 156.8  | 17888 22579                  | 8944 11290                   | 559 705.6                    | 80             | 1065           | 10          | 320          | GDDR6 160 bits      | 16000                | 175     | PCIe 4.0 ×16  |
| RX 6750 GRE 10GB (Navi 22), | 18 octobre 2023 $269 USD                    | RDNA 2 TSMC N7             | 17,2 × 109 335 mm2               | 2304:144:64:36 36 CU  | 1941 2450           | 279.5 352.8    | 124.2 156.8  | 17888 22579                  | 8944 11290                   | 559 705.6                    | 80             | 1065           | 10          | 320          | GDDR6 160 bits      | 16000                | 170     | PCIe 4.0 ×16  |
| RX 6700 XT (Navi 22),       | 18 mars 2021 479 USD                        | RDNA 2 TSMC N7             | 17,2 × 109 335 mm2               | 2560:160:64:40 40 CU  | 2321 2581           | 371.4 413      | 148.5 165.2  | 23767 26429                  | 11884 13215                  | 742.7 825.9                  | 96             | 1278           | 12          | 384          | GDDR6 192 bits      | 16000                | 230     | PCIe 4.0 ×16  |
| RX 6750 GRE 12GB (Navi 22), | 18 octobre 2023 289 USD                     | RDNA 2 TSMC N7             | 17,2 × 109 335 mm2               | 2560:160:64:40 40 CU  | 2321 2581           | 371.4 413      | 148.5 165.2  | 23767 26429                  | 11884 13215                  | 742.7 825.9                  | 96             | 1278           | 12          | 384          | GDDR6 192 bits      | 16000                | 230     | PCIe 4.0 ×16  |
| RX 6750 XT (Navi 22),       | 10 mai 2022 549 USD                         | RDNA 2 TSMC N7             | 17,2 × 109 335 mm2               | 2560:160:64:40 40 CU  | 2150 2600           | 344 416        | 137.6 166.4  | 22016 26624                  | 11008 13312                  | 688 832                      | 96             | 1326           | 12          | 432          | GDDR6 192 bits      | 18000                | 250     | PCIe 4.0 ×16  |
| RX 6800 (Navi 21),          | 18 novembre 2020 579 USD                    | RDNA 2 TSMC N7             | 26,8 × 109 520 mm2               | 3840:240:96:60 60 CU  | 1700 2105           | 408 505.2      | 163.2 202.1  | 26112 32333                  | 13056 16166                  | 816 1010                     | 128            | 1432.6         | 16          | 512          | GDDR6 256 bits      | 16000                | 250     | PCIe 4.0 ×16  |
| RX 6800 XT (Navi 21),       | 18 novembre 2020 649 USD                    | RDNA 2 TSMC N7             | 26,8 × 109 520 mm2               | 4608:288:128:72 72 CU | 1825 2250           | 525.6 648      | 233.6 288    | 33638 41472                  | 16819 20736                  | 1051 1296                    | 128            | 1664.2         | 16          | 512          | GDDR6 256 bits      | 16000                | 300     | PCIe 4.0 ×16  |
| RX 6900 XT (Navi 21),       | 8 décembre 2020 999 USD                     | RDNA 2 TSMC N7             | 26,8 × 109 520 mm2               | 5120:320:128:80 80 CU | 1825 2250           | 584 720        | 233.6 288    | 37376 46080                  | 18688 23040                  | 1168 1440                    | 128            | 1664.2         | 16          | 512          | GDDR6 256 bits      | 16000                | 300     | PCIe 4.0 ×16  |
| RX 6950 XT (Navi 21),       | 10 mai 2022 1099 USD                        | RDNA 2 TSMC N7             | 26,8 × 109 520 mm2               | 5120:320:128:80 80 CU | 1890 2310           | 604.8 739.2    | 241.9 295.7  | 38707 47309                  | 19354 23654                  | 1210 1478                    | 128            | 1793.5         | 16          | 576          | GDDR6 256 bits      | 18000                | 335     | PCIe 4.0 ×16  |

1. 1 2 3  Les valeurs Boost (si disponibles) sont indiquées sous la valeur de base en italiques.
2. ↑  Le taux de remplissage des textures est calculé en multipliant le nombre de Texture Mapping Units (TMU) par la fréquence d'horloge de base (ou de boost) du coeur.
3. ↑  Le taux de remplissage des pixels est calculé en multipliant le nombre de Render Output Units (ROP) par la fréquence d'horloge de base (ou de boost) du coeur.
4. ↑  La puissance de calcul en virgule flottante est calculée à partir de la fréquence d'horloge de base (ou de boost) du coeur sur la base d'une opération FMA.
5. ↑  Nb. shaders unifiés : Nb. TMU : Nb. ROP : Nb. accélérateurs de lancer de rayons et Nb. Compute units (CU)
6. 1 2  Navi 24 ne possède pas d'encodeur video hardware.

### Cartes pour PC portables
| Modèle Radeon (nom de code) | Date de sortie | Architecture & fabrication | Nb. transistors & taille de puce | Coeur                | Coeur               | Fillrate       | Fillrate     | Puissance de calcul (GFLOPS) | Puissance de calcul (GFLOPS) | Puissance de calcul (GFLOPS) | Infinity Cache (Mo) | Mémoire     | Mémoire      | Mémoire             | Mémoire              | Décodeur hardware | Décodeur hardware | Décodeur hardware | Encodeur hardware | Encodeur hardware | Encodeur hardware | TDP (W) | Interface bus |
| Modèle Radeon (nom de code) | Date de sortie | Architecture & fabrication | Nb. transistors & taille de puce | Config               | Fréq. horloge (MHz) | Texture (GT/s) | Pixel (GP/s) | FP16                         | FP32                         | FP64                         | Infinity Cache (Mo) | Taille (Go) | Débit (Go/s) | Type et largeur bus | Fréq. horloge (MT/s) | AV1               | H265              | 4K H264           | AV1               | H265              | 4K H264           | TDP (W) | Interface bus |
| --------------------------- | -------------- | -------------------------- | -------------------------------- | -------------------- | ------------------- | -------------- | ------------ | ---------------------------- | ---------------------------- | ---------------------------- | ------------------- | ----------- | ------------ | ------------------- | -------------------- | ----------------- | ----------------- | ----------------- | ----------------- | ----------------- | ----------------- | ------- | ------------- |
| RX 6300M (Navi 24)          | 4 janvier 2022 | RDNA 2 TSMC N6             | 5,4 × 109 107 mm2                | 768:64:32:12 12 CU   | 1512                | 97.76          | 48.38        | 6270                         | 3130                         | 195.6                        | 8                   | 2           | 64           | GDDR6 32 bits       | 16000                | NC                | Oui               | Oui               | NC                | NC                | NC                | 25      | PCIe 4.0 ×4   |
| RX 6450M (Navi 24)          | 4 janvier 2023 | RDNA 2 TSMC N6             | 5,4 × 109 107 mm2                | 768:64:32:12 12 CU   | 2220                | 118.10         | 71.04        | 7600                         | 3780                         | 236.3                        | 16                  | 4           | 128          | GDDR6 64 bits       | 16000                | NC                | Oui               | Oui               | NC                | NC                | NC                | 50      | PCIe 4.0 ×4   |
| RX 6550S (Navi 24)          | 4 janvier 2023 | RDNA 2 TSMC N6             | 5,4 × 109 107 mm2                | 1024:64:32:16 16 CU  | 2170                | 154.20         | 69.44        | 9900                         | 4900                         | 306.3                        | 16                  | 4           | 128          | GDDR6 64 bits       | 16000                | NC                | Oui               | Oui               | NC                | NC                | NC                | 50      | PCIe 4.0 ×4   |
| RX 6500M (Navi 24)          | 4 janvier 2022 | RDNA 2 TSMC N6             | 5,4 × 109 107 mm2                | 1024:64:32:16 16 CU  | 2191                | 155.7          | 70.11        | 9970                         | 4980                         | 311.2                        | 16                  | 4           | 128          | GDDR6 64 bits       | 16000                | NC                | Oui               | Oui               | NC                | NC                | NC                | 50      | PCIe 4.0 ×4   |
| RX 6550M (Navi 24)          | 4 janvier 2023 | RDNA 2 TSMC N6             | 5,4 × 109 107 mm2                | 1024:64:32:16 16 CU  | 2560                | 182.10         | 81.92        | 11600                        | 5800                         | 362.5                        | 16                  | 4           | 144          | GDDR6 64 bits       | 18000                | NC                | Oui               | Oui               | NC                | NC                | NC                | 80      | PCIe 4.0 ×4   |
| RX 6600S (Navi 23)          | 4 janvier 2022 | RDNA 2 TSMC N7             | 11,06 × 109 237 mm2              | 1792:128:64:28 28 CU | 1881                | 244.2          | 120.3        | 15630                        | 7810                         | 448.1                        | 32                  | 4           | 224          | GDDR6 128 bits      | 14000                | Oui               | Oui               | Oui               | NC                | Oui               | Oui               | 80      | PCIe 4.0 ×8   |
| RX 6700S (Navi 23)          | 4 janvier 2022 | RDNA 2 TSMC N7             | 11,06 × 109 237 mm2              | 1792:128:64:28 28 CU | 1890                | 247.5          | 120.9        | 15840                        | 7920                         | 495.0                        | 32                  | 8           | 224          | GDDR6 128 bits      | 14000                | Oui               | Oui               | Oui               | NC                | Oui               | Oui               | 80      | PCIe 4.0 ×8   |
| RX 6600M (Navi 23)          | 31 mai 2021    | RDNA 2 TSMC N7             | 11,06 × 109 237 mm2              | 1792:128:64:28 28 CU | 2177                | 274.2          | 139.3        | 17550                        | 7800                         | 487.5                        | 32                  | 8           | 224          | GDDR6 128 bits      | 14000                | Oui               | Oui               | Oui               | NC                | Oui               | Oui               | 100     | PCIe 4.0 ×8   |
| RX 6650M (Navi 23)          | 4 janvier 2022 | RDNA 2 TSMC N7             | 11,06 × 109 237 mm2              | 1792:128:64:28 28 CU | 2222                | 276.6          | 139.3        | 17700                        | 8850                         | 553.1                        | 32                  | 8           | 256          | GDDR6 128 bits      | 16000                | Oui               | Oui               | Oui               | NC                | Oui               | Oui               | 120     | PCIe 4.0 ×8   |
| RX 6800S (Navi 23)          | 4 janvier 2022 | RDNA 2 TSMC N7             | 11,06 × 109 237 mm2              | 2048:128:64:32 32 CU | 1975                | 288.0          | 134.4        | 18430                        | 9220                         | 576.5                        | 32                  | 8           | 256          | GDDR6 128 bits      | 16000                | Oui               | Oui               | Oui               | NC                | Oui               | Oui               | 100     | PCIe 4.0 ×8   |
| RX 6650M XT (Navi 23)       | 4 janvier 2022 | RDNA 2 TSMC N7             | 11,06 × 109 237 mm2              | 2048:128:64:32 32 CU | 2162                | 311.5          | 142.2        | 19940                        | 9970                         | 623.1                        | 32                  | 8           | 256          | GDDR6 128 bits      | 16000                | Oui               | Oui               | Oui               | NC                | Oui               | Oui               | 120     | PCIe 4.0 ×8   |
| RX 6700M (Navi 22)          | 31 mai 2021    | RDNA 2 TSMC N7             | 17,2 × 109 335 mm2               | 2304:144:64:36 36 CU | 2300                | 331.4          | 147.2        | 21209                        | 10605                        | 662.1                        | 80                  | 10          | 320          | GDDR6 160 bits      | 16000                | Oui               | Oui               | Oui               | NC                | Oui               | Oui               | 135     | PCIe 4.0 ×16  |
| RX 6800M (Navi 22)          | 31 mai 2021    | RDNA 2 TSMC N7             | 17,2 × 109 335 mm2               | 2560:160:64:40 40 CU | 2300                | 368.0          | 147.2        | 23550                        | 11780                        | 736.2                        | 96                  | 12          | 384          | GDDR6 192 bits      | 16000                | Oui               | Oui               | Oui               | NC                | Oui               | Oui               | 145+    | PCIe 4.0 ×16  |
| RX 6850M XT (Navi 22)       | 4 janvier 2022 | RDNA 2 TSMC N7             | 17,2 × 109 335 mm2               | 2560:160:64:40 40 CU | 2463                | 415.6          | 157.6        | 26430                        | 13210                        | 825.6                        | 96                  | 12          | 432          | GDDR6 192 bits      | 18000                | Oui               | Oui               | Oui               | NC                | Oui               | Oui               | 165     | PCIe 4.0 ×16  |

1. 1 2 3  Les valeurs Boost (si disponibles) sont indiquées sous la valeur de base en italiques.
2. ↑  Le taux de remplissage des textures est calculé en multipliant le nombre de Texture Mapping Units (TMU) par la fréquence d'horloge de base (ou de boost) du coeur.
3. ↑  Le taux de remplissage des pixels est calculé en multipliant le nombre de Render Output Units (ROP) par la fréquence d'horloge de base (ou de boost) du coeur.
4. ↑  La puissance de calcul en virgule flottante est calculée à partir de la fréquence d'horloge de base (ou de boost) du coeur sur la base d'une opération FMA.
5. ↑  Nb. shaders unifiés : Nb. TMU : Nb. ROP : Nb. accélérateurs de lancer de rayons et Nb. Compute units (CU)
6. 1 2  Pas d'encodeur vidéo hardware.